# Byzantinische Literatur
Der Begriff byzantinische Literatur bezeichnet die griechischsprachige Literatur des oströmisch/byzantinischen Reiches, die sich von der Spätantike bis zum Fall Konstantinopels 1453 erstreckt. Der Name leitet sich ab von der alten dorischen Kolonie Byzantion am Bosporus, die der römische Kaiser Konstantin der Große im Jahr 330 zur zweiten Hauptstadt des Römischen Reichs erhob und die sich rasch zur geistigen Metropole des Reichs entwickelte. In dem Maße, in dem  das Lateinische seine beherrschende Stellung als Reichssprache verlor, entwickelte sich das Griechische, das allerdings nur von knapp einem Drittel der Einwohner des Ostreiches als Muttersprache gesprochen wurde, zur bevorzugten Sprache aller Gebildeten und wurde 629 auch zur offiziellen Staatssprache. Allerdings wurden viele Lehnworte aus dem Lateinischen übernommen. Daneben existierte eine weniger elitäre, dafür flexible und wandlungsfähige Volkssprache, die sich u. a. durch den Itazismus und den Verlust der Quantität auszeichnete, wodurch sich die antike Metrik nur in künstlichen Konstruktionen erhielt.
Diese Zweisprachigkeit war nach Meinung vieler Autoren für die gesamte byzantinische Epoche charakteristisch; die Volkssprache erlangte jedoch erst im 12. Jahrhundert eine gewisse literarische Geltung. Der Byzantinist Peter Schreiner widerspricht allerdings der These der Diglossie, da die Hochsprache kaum gesprochen wurde, sondern nur eine schriftliche Ausdrucksform der Eliten war. Daneben entstanden im Lauf der Zeit neue Dialekte wie z. B. Zypriotisch.
Heute sind nur noch wenige byzantinische Autoren wie Prokopios einem größeren Lesepublikum bekannt. Nachdem die byzantinischen Schriftsteller lange Zeit wegen ihrer Rhetorik und Erstarrung sowie der Nachahmung antiker Formen kritisiert wurden, wird sie nun wieder stärker beachtet, und der literarische Charakter auch fachwissenschaftlicher Veröffentlichungen wird seit Karl Krumbacher anerkannt. Allerdings darf nicht übersehen werden, dass es sich zum größten Teil um Auftragswerke handelt, die sich nicht aus individueller Reflexion speisen.

## Historischer und kultureller Hintergrund
Nach dem Zerfall des westlichen Reichsteils wurde Byzanz zur Erbin der römischen Reichskultur, die schon seit der römischen Kaiserzeit durch eine beispiellose Vermischung philosophischer Richtungen und religiöser Kulte gekennzeichnet war. Mit dem raschen Erstarken eines innerlich vereinten Christentums (nach dem Ersten Konzil von Nicäa 325) entstand die Notwendigkeit, dieses in die Struktur und Gedankenwelt des Reichs zu integrieren und zur Staatsreligion zu erheben. So wurden auch die christliche Lehre und damit die patristische Literatur in die römische Gedankenwelt integriert und erlangten eine Monopolstellung, während die (ost-)römischen Kaiser als irdische Stellvertreter Gottes theokratisch agierten und richtungsbestimmend in allen Bereichen von Kunst und Literatur wurden. Viele Autoren setzen den Beginn der byzantinischen Literatur um die Zeit der Gründung Konstantinopels 330 oder kurz darauf an, als sich christliche Autoren dem heidnisch-hellenistischen Gedankengut widmen und dessen Bildungswert erkennen. Zu diesen Autoren zählen die Kirchenlehrer Basilius der Große und Gregor von Nazianz. Byzanz zog durch die Synthese politischer und geistlicher Macht rasch alle schöpferischen Kräfte an. Andere intellektuelle Zentren wie Alexandreia und Antiocheia, später auch Athen, verloren demgegenüber rasch an Bedeutung, ganz zu schweigen vom geistigen Leben in den Provinzen.
Seltener wird das 6. Jahrhundert als Ausgangspunkt gesetzt, als im Reich Justinian I. das Lateinische zunehmend durch das Griechische verdrängt wurde. Mischa Meier hält die Justinianische Pest (527–567) für eine einschneidende Katastrophe, die bewirkt habe, dass die rationalen Denkmuster der klassischen antiken Geschichtsschreibung an ihre Grenzen stießen und man sich der christlichen Religion und Kirchengeschichtsschreibung zuwandte. Bei Prokopios finden sich erstmals Elemente einer christlichen Geschichtsphilosophie, die sich vom antiken Geschichtsverständnis deutlich absetzt und für die spätere byzantinische Geschichtsschreibung bestimmend wird. Für Prokopios ist das Wirken Gottes in der Geschichte unzweifelhaft und wird besonders dann evident, wenn rationale Erklärungen versagen. Dies zeigt sich anhand von Prokopios‘ Ursachenanalyse der Pest von 542, wobei er verschiedene rationale Erklärungsversuche bewertet und verwirft. Allerdings lehnt er nicht grundsätzlich rationale Deutungen von historischen Ereignissen ab.
So ist die griechischsprachige Geschichtsschreibung vom 4. bis zum 6. Jahrhundert – wie etwa das bruchstückhaft überlieferte, in altgriechischer Sprache, aber in einfachem Stil verfasste Geschichtswerk des Nicht-Christen Olympiodoros von Theben (um 440) – Forschungsgegenstand sowohl der Althistoriker, die es als spätantik betrachten, als auch der Byzantinisten, weil sich viele spätere byzantinische Historiker darauf beziehen.
Am Hof und für Gesetzestexte wurde das Lateinische noch bis ins 6. Jahrhundert verwendet, dann begann sein Einfluss zu schwinden. Die byzantinische Sprachform des Griechischen seit ca. 600 wird auch Mittelgriechisch genannt. Kennzeichen des Mittelgreichischen ist die veränderte Metrik. Zunächst sprach nur einer Minderheit der Bewohner des Reiches Griechisch. Während sich die gesprochene Volkssprache seit dem 11. oder 12. Jahrhundert – vor allem aber in Kreta unter der Herrschaft Venedigs im 13. Jahrhundert – kontinuierlich zum heutigen Neugriechisch entwickelte und verbreitete, wurden die gelehrten Schriften weiterhin in einer breiten Kreisen oft unverständlichen Kunstsprache verfasst. Dieser Sprachdualismus prägte die gesamte byzantinische Periode, auch wenn gelehrte Autoren zunehmend Zugeständnisse in Form der Verwendung volkssprachlicher Elemente machten.
Die Ausstrahlung der raffinierten byzantinischen Kultur sowohl in die arabische Welt und nach Armenien (bis ins 10. Jahrhundert) als auch auf die germanischen Staatsgründungen in Westeuropa und im Mittelmeerraum war groß. Im 9. Jahrhundert wurden zahlreiche naturwissenschaftliche und philosophischen Texte aus dem Griechischen ins Arabische übersetzt und gelangte über das von den Arabern eroberte Spanien und Sizilien in das mittelalterliche europäische Abendland.

## Genres

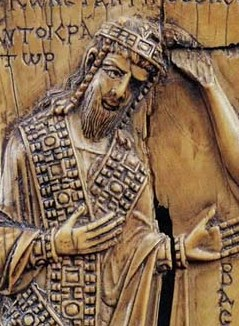
Kaiser Konstantin VII. (Porphyrogénnetos), reg. 913–945

Die byzantinische Literatur lässt sich in vier Hauptgenres aufteilen:
- die hochsprachliche Geschichtsschreibung in attizistischem Griechisch (basierend auf dem klassischen Attisch);
- die wissenschaftliche Literatur, vor allem theologisch-dogmatische und kirchengeschichtliche, später zunehmend populärtheologische Schriften, aber auch länderkundliche Literatur und Reisebeschreibungen;
- die melisch-liturgische Dichtung, wobei die Metrik der alten Formen meist nicht mehr durch den Kontrast langer und kurzer Silben, die sprachlich nicht mehr unterschieden wurden, sondern durch die Wortakzente dargestellt wurde.
- die weltliche Poesie, teils durch klassische Erzählungen und Genres inspiriert, teils als Volkserzählung zur Ereignissen wie dem Fall von Konstantinopel oder dem Bau der Brücke von Arta, die in neueren Formen verfasst wurde.

Die Byzantinische Autoren orientierten sich stilistisch an den jeweiligen antiken Vorbildern ihres Genres: die Philosophen an Plato, die Historiker an Herodot, die Kriegshistoriker insbesondere an Xenophon oder Thukydides, Theologen wie Leon Diakonos auch an Homer.
Kennzeichnend ist das Fehlen des Dramas, das wahrscheinlich nur als Lesestoff weiter existierte.

## Historiographie: Geschichtsschreibung und Chronikliteratur

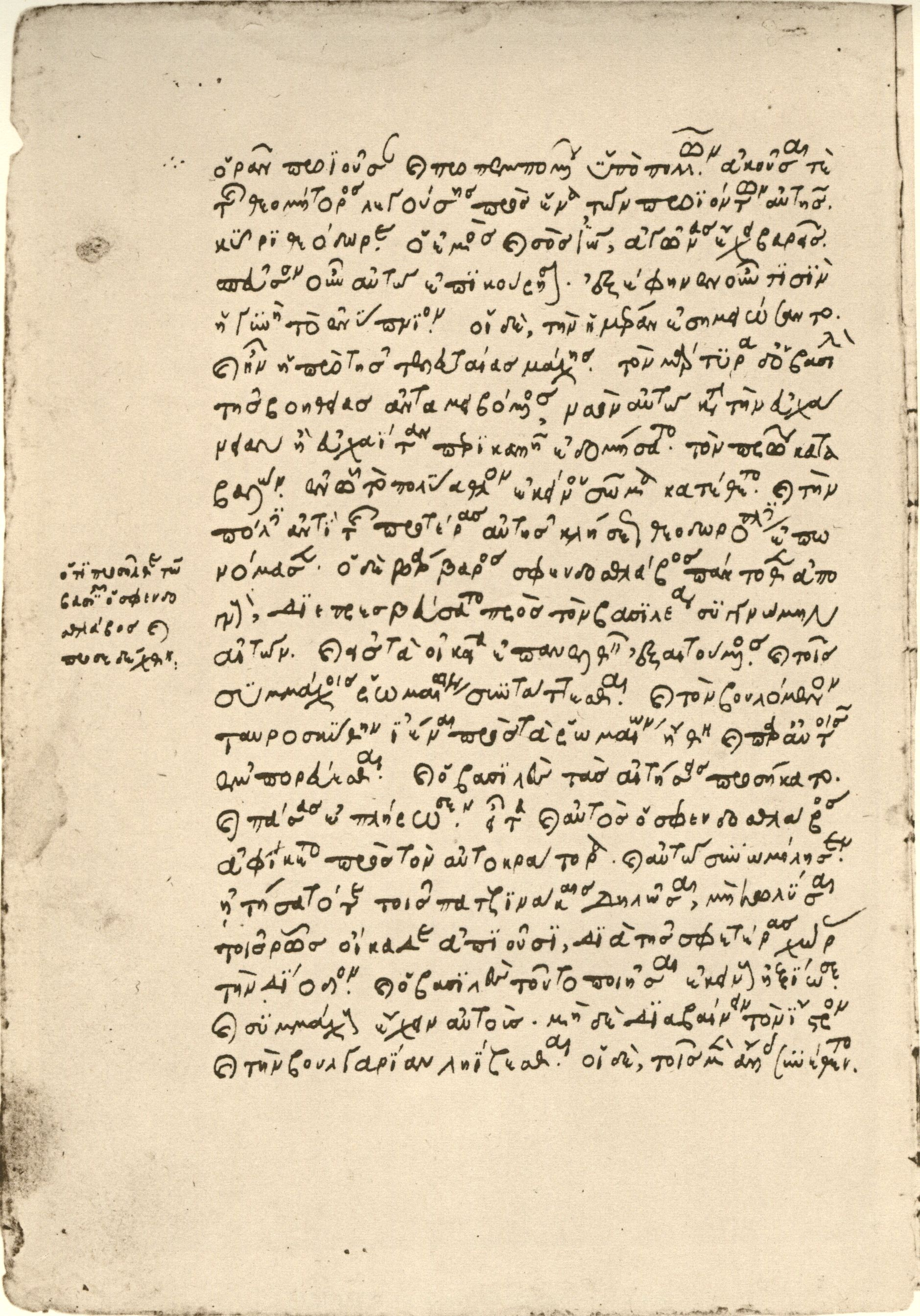
Die Epitome Historion des Zonaras in der Handschrift von 1322/23. Rom, Vatikanische Apostolische Bibliothek

Die Geschichtsschreibung gilt als bedeutendste Leistung der byzantinischen Literatur. Die Historiker waren zumeist hohe Beamte oder Offiziere. Sie schrieben für ein gebildetes Publikum, ihr Stil ist gehoben und elegant, aber gekünstelt. Sie knüpfen an die Tradition antiker griechischer Geschichtsschreibung an und imitierten in ihrem Werk möglichst die klassisch-griechische (attische) Grammatik und Literatur; darum weicht ihre Sprache stark ab von der Sprechweise ihrer Zeit. Dennoch konnten sich die byzantinischen Geschichtsschreiber (bis auf Prokopios) nicht mit ihren Vorbildern messen, deren Einfluss nach 1200 rasch zurückging.
Das letzte aus nichtchristlicher Perspektive verfasste griechischsprachige Historienwerk stammt von dem Syrer Zosimos (um 500). Er beschreibt den Niedergang Roms bis 410 und deutet ihn pessimistisch als Werk der christlichen Kaiser. Mit der Konsolidierung des Ostreiches und der Sakralisierung des Kaisertums unter Justinian I. wurde jedoch die Institution des Kaisertums unantastbar; allenfalls die Politik der Kaiser wurde kritisiert. Bedeutende byzantinische Historiker waren
- der aus Palästina stammende Prokopios (6. Jahrhundert) mit seinem stilistisch an Herodot und Thukydides anschließenden Werken über die zahlreichen Kriege Justinians und sein Bauprogramm in Konstantinopel, aber auch seine Skandale,
- Agathias, Menander Protektor sowie Theophylaktos Simokates, die chronologisch an Prokopios anschließen,
- Kaiser Konstantin Porphyrogénnetos mit dem um 950 verfassten Werk De Administrando Imperio, griech.: Προς τον ίδιον υιόν Ρωμανόν, das auch Staatsgeheimnisse und Informationen über die Nachbarvölker (Serben, Kroaten, Kiewer Rus, Petschenegen) enthält, die für seinen Nachfolger bestimmt waren,
- Leon Diakonos, der die militärische Expansion des Byzantinische Reichs in der zweiten Hälfte des 10. Jahrhunderts aus der Perspektive eines Teilnehmers beschreibt,
- Michael Psellos, Philosoph und Universalgelehrter des 11. Jahrhunderts, der sich durch seinen subjektiv gefärbten lebendigen Stil von anderen Geschichtsschreibern abhebt,
- Michael Choniates (auch Acominatus), Erzbischof von Athen, der in seiner Chronik Athens dessen Niedergang unter den Byzantinern und Kreuzfahrern im späten 12. Jahrhundert beklagt,
- Anna Komnena, die Tochter des Kaisers Alexios I. Komnenos, (12. Jahrhundert), Johannes Kinnamos, der ihr Geschichtswerk fortsetzte, sowie Niketas Choniates, der auf diesen Grundlagen die Geschichte bis zur Plünderung Konstantinopels durch die Lateiner fortschrieb (1204),
- Konstantinos Manasses, der im Auftrag des Hofes um 1181 eine Weltchronik verfasste, die später in bulgarischer Übersetzung in der slawischen Welt verbreitet wurde (Manasses-Chronik) und auch Skandalgeschichten enthielt,
- Georgios Akropolites, dessen Chronik die Ereignisse von der Eroberung Konstantinopels bis zur Wiederherstellung der byzantinischen Herrschaft 1261 beschreibt, und Georgios Pachymeres, der sein Werk fortsetzte,
- Georgios Sphrantzes und Laonikos Chalkokondyles, die den Fall von Konstantinopel 1453 beschrieben.

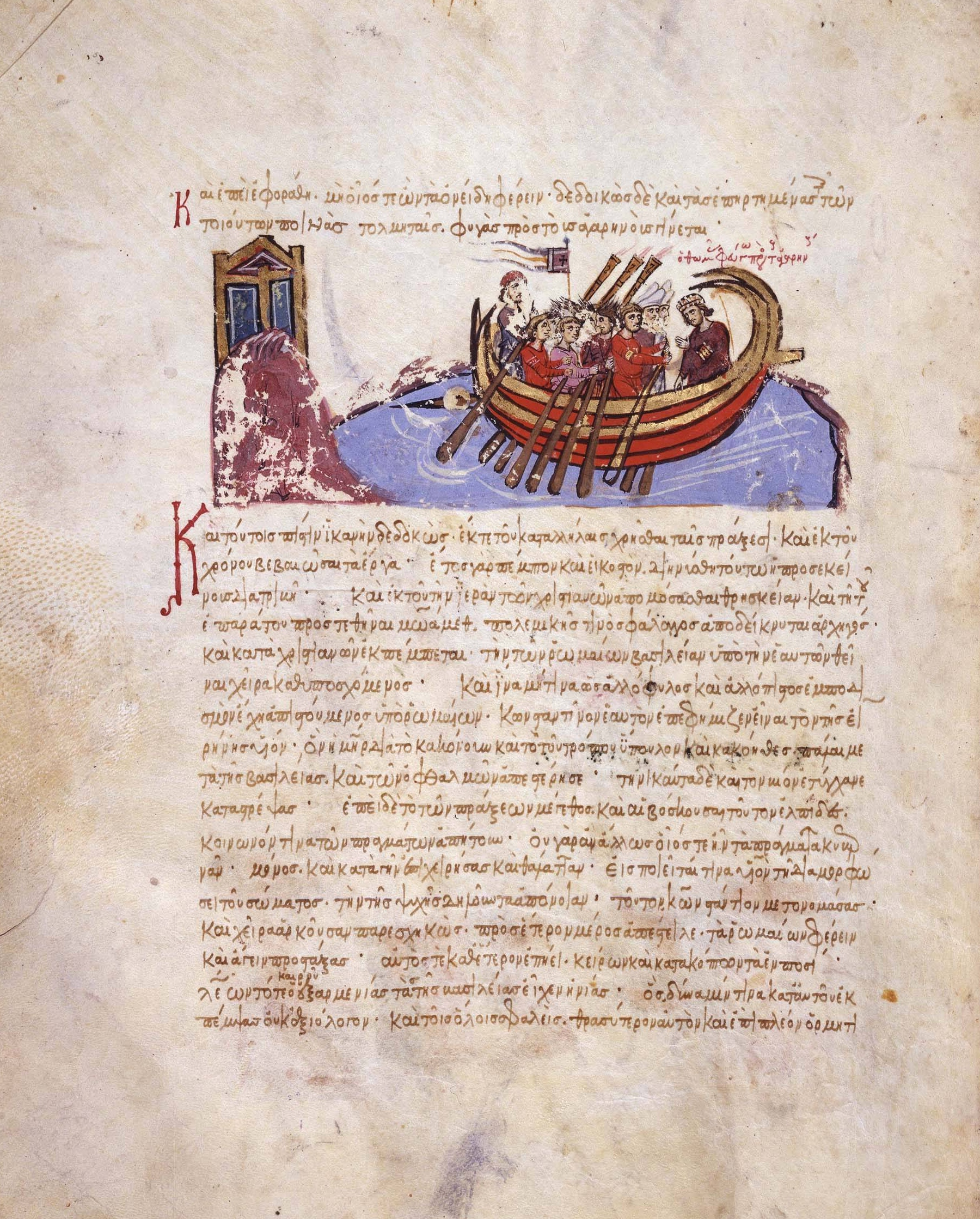
Der aufständische Gegenkaiser Thomas der Slawe sucht Zuflucht bei den Arabern. Illustrierte Kopie des Werkes des Johannes Skylitzes, Palermo (ca. 1150–1175, sog. Madrider Bilderhandschrift des Skylitzes)

Einen geringeren Anspruch erheben die zahlreichen Chroniken, die nicht in der Hochsprache verfasst waren, sondern sich allmählich immer mehr bei der griechischen Volkssprache bedienten. Sie wurden von meist wenig gebildeten Mönchen verfasst, setzten bei der Schöpfungsgeschichte ein und ignorierten die antiken Traditionen. Dabei wurden die Texte von den Nachfolgern oft übernommen, so dass man zwischen Verfassern und Kopisten nur schwer unterscheiden kann. Allerdings wird die These Krumbachers (1897) von der geringen Bedeutung der rein kompilativen Teile der Chroniken nicht allgemein geteilt. Bekannte Chronisten waren
- Johannes Malalas aus Syrien, der eine vielgelesene, teils märchenhafte Chronik von der Erschaffung der Welt bis zum Jahr 565 in holpriger Volkssprache verfasste,
- Theophanes „der Bekenner“, der die Abwehr der Belagerung von Konstantinopel (674–678) und die Verteidigung des Reiches gegen Araber, Bulgaren und andere im krisengeschüttelten 8. Jahrhundert beschreibt
- Georgios Monachos (9. Jahrhundert, mit Schwerpunkt Kirchengeschichte),
- Johannes Skylitzes mit seiner Kaisergeschichte bis 1057,
- Johannes Zonaras mit der umfassenden Weltchronik „Zusammenfassung der Geschichte“ von der Schöpfung bis ins Jahr 1118,
- Kedrenos (um 1200).

Aus dem 10. Jahrhundert stammt die Suda, das weltweit erste alphabetisch sortierte Wort- und Sachlexikon mit über 31.000 Lemmata, das viele Informationen zu nicht mehr erhaltenen Quellen enthält.
Die hagiographische Literatur umfasst Biographien christlicher Heiliger und populäre Lebensbeschreibungen der byzantinischen Zeit, zuerst durch Kyrillos von Skythopolis. Sehr verbreitet war die Sammlung von 148 Heiligenlegenden durch Symeon Metaphrastes aus dem ca. 10. Jahrhundert. Die griechische Version der indisch-arabischen Legende Barlaam und Josaphat, ein Lob der Enthaltsamkeit und der  Einsiedelei als Mittel gegen die Versuchungen der Welt, wurde um 1000 von einem anonymen, vermutlich georgischen Verfasser erstellt.
Die Herrschaft der Lateiner (der katholischen Kreuzfahrer, die die „Häresie“ der Ostkirche bekämpften) über Konstantinopel von 1204 bis 1261 führte zu einem Exil vieler Autoren, so etwa Niketas Choniates, in das Kaiserreich Nikaia. In diesem Exilreich entstand vorübergehend eine eigene „nationale“ Geschichtsschreibung. Einer der bedeutendsten Universalgelehrten, Historiker und Geographen dieses Reichs war Nikephoros Blemmydes, der auch als Mediziner bekannt war.
Von der Peripherie des byzantinischen Reichs stammen die bedeutenden Chroniken von Leontios Machairas (ca. 1430) und Georgios Boustronios (ca. 1489), die die Geschichte Zyperns unter dem Haus Lusignan im zypriotischen Dialekt beschreiben, sowie die anonyme, in Versen gesetzte Chronik von Morea, welche das Fürstentum Achaia beschreibt. Auch am Königshof in Palermo wurde im 11. und 12. Jahrhundert in griechischer Sprache geschrieben.

## Geographische Literatur
Von dem so genannten Kosmas Indikopleustes stammt eine Weltbeschreibung aus dem 6. Jahrhundert, deren Ziel die Widerlegung des Weltbildes von Claudius Ptolemäus aus Sicht der Schöpfungsgeschichte war. Er stellte sich die Erde als längliche viereckige Fläche vor, über der sich das Universum als zweigeschossiges Gewölbe erhebt. Dieses vom alten Orient beeinflusste Weltbild war offenbar schon damals anachronistisch. Die Geographie gehörte nicht zu den bevorzugten Literaturgattungen der Byzantiner, was schon Karl Krumbacher betonte. Aus den folgenden Jahrhunderten sind nur wenige Gesandtschaftsberichte und Länderbeschreibungen von Reisenden erhalten. Über religiös veranlasste Reisen berichtet vor allem die Hagiographie. Zu erwähnen ist ferner ein von Konstantinos Manasses im 12. Jahrhundert verfasster Bericht einer Reise als Gesandter ins Heilige Land, dessen unangenehme Seiten er betont. Der Bericht ist zwar kunstvoll in Zwölfsilblern gereimt, zeigt aber keine innere Beziehung zur Region. Der Bericht des Pilgers Johannes Phokas, in einfacher und präziser Sprache gehalten, zeigt größere Sympathie für das besuchte Syrien und Palästina im 12. Jahrhundert. Phokas berichtet auch über fanatische sarazenische Sekten, worunter man wohl die Assassinen zu verstehen hat.

## Theologie und Philosophie

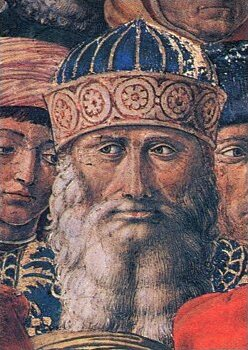
Mutmaßliche Darstellung des Georgios Gemistos Plethon von Benozzo Gozzoli, Palazzo Medici Riccardi, Florenz (ca. 1459/1460)

Zu Beginn der byzantinische Epoche spielte der Streit zwischen den theologischen Schulen in Byzanz und Alexandria eine bedeutende Rolle. Letztere, vertreten vor allem durch Kyrill von Alexandria, kämpfte gegen die Nestorianer und vertrat zunächst erfolgreich die Position des Monophysitismus, der 451 auf dem Konzil von Chalkedon verdammt wurde. Ein Vertreter der Gegenposition in dem wieder auflebenden Streit war Maximos der Bekenner († 662). Johannes von Damaskus († ca. 749) lebte zwar außerhalb des byzantinischen Machtbereichs im islamischen Gebiet, seine theologischen Kompilationen trugen aber zur Entwicklung der Dogmatik der Ostkirche bei. Solche Kompilationen wurden erforderlich, da der dogmatische und der kirchenrechtliche Kanon aufgrund der zahllosen Synodenbeschlüsse bald mehrere hundert Bände umfasste – insbesondere das Leben in den Klöstern war strengstens geregelt – und kaum noch rezipierbar war. Außerdem waren Bücher sehr teuer.
Der Bilderstreit bestimmte weitgehend die theologischen Diskussionen des 8. und 9. Jahrhunderts und vergrößerte die Kluft zu Rom. Auf ihn folgte ein Blütezeit der byzantinischen Kultur. Den theologischen Streit mit dem Islam führten u. a. Georgios Trapezuntios im 9. und Euthymios Zigabenos im 11./12. Jahrhundert. Zu den Wiederentdeckern der antiken Philosophie im 11. Jahrhundert gehört der Anhänger des Neuplatonismus Michael Psellos. Er begründete eine byzantinische „humanistischer Renaissance“ der Antike. Im 12. Jahrhundert entwickelte sich die Predigt zu einer eigenen rhetorisch ausgefeilten Literaturform.
Die theologische Literatur des 13.–15. Jahrhunderts war beherrscht von den Streitfragen um die Kirchenunion mit der lateinischen Kirche (Zweites Konzil von Lyon; Konzil von Florenz) und von der Auseinandersetzung um die mystische Theologie des Hesychasmus. Zu den höchsten theologischen Autoritäten der Oströmischen Kirche zählte Gregorios Palamas († 1359). Seit dem späten 13. Jahrhundert wandten sich byzantinische Theologen und Philosophen wie Georgios Pachymeres, der die Schriften des Aristoteles sammelte, und Theodoros Metochites, der auch die Predigt auf ein hohes Niveau führte, verstärkt der aristotelischen und platonischen Philosophie sowie den lateinischen Autoren des Westens zu. Georgios Gemistos Plethon († 1453) war ein neuplatonischer Kritiker des Christentums, der dieses durch die Platonische Lehre ersetzen wollte.

## Melische Dichtung

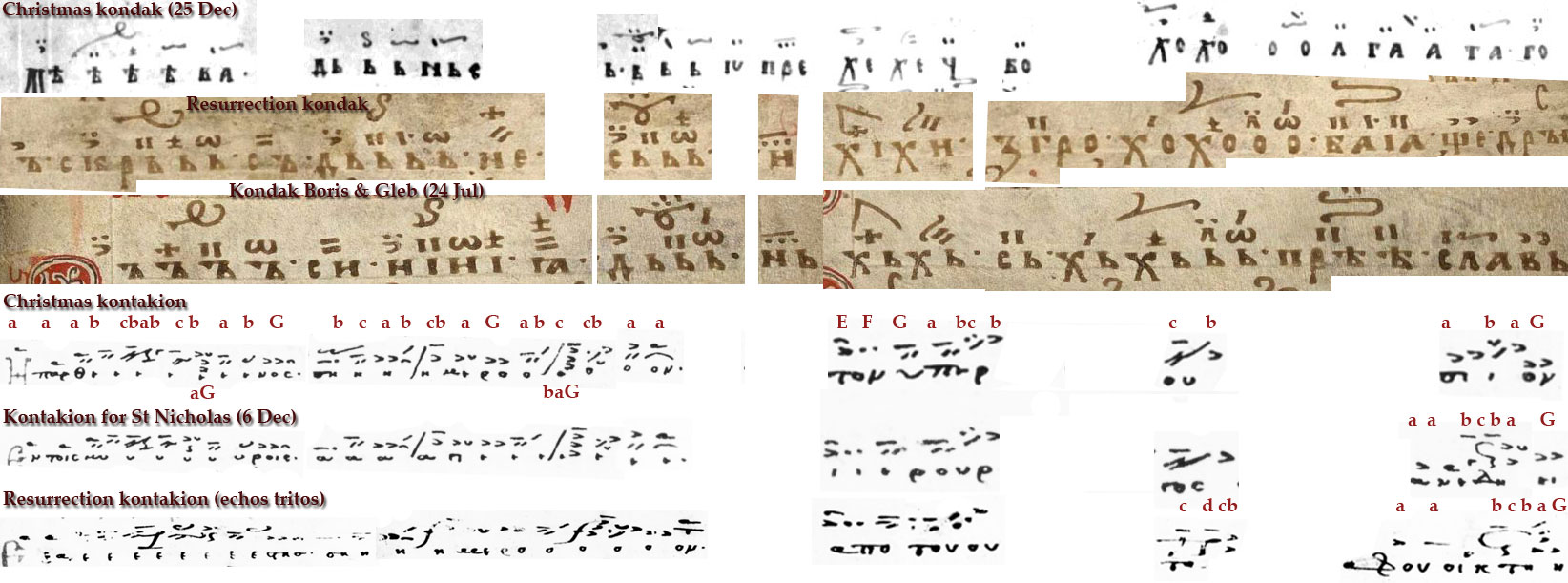
Weihnachtskontakion Ἡ παρθένος σήμερον („I Parthenos simeron“) von Romanos Melodos, Notation: 13. Jahrhundert

In der melischen Dichtung (liturgische Hymnen, die auf syrische Vorlagen zurückgehen), erreichte die byzantinische Literatur (neben der Geschichtsschreibung) ihre größte Eigenständigkeit. Das einstrophige Troparion war seit dem 5. Jahrhundert meist einem Heilsereignis oder einem Heiligen an einem bestimmten Tag des Kirchenjahres gewidmet.
Wegen der Ausspracheänderung gegenüber dem klassischen Griechisch konnte der quantitierende Vers in der Dichtung nicht mehr verwendet werden. Die Möglichkeit, lange Silben in zwei kurze aufzulösen, entfiel, so dass der Vers immer zwölf Silben hatte und die vorletzte Silbe stets betont war. Eine Besonderheit war die genaue Übereinstimmung aller Strophen untereinander hinsichtlich der Silbenzahl und der Akzentuierung des ersten, zweiten usw. Verses jeder Strophe, so dass alle (meist 20 bis 40) Strophen nach dem gleichen Melos gesungen wurden (Kontakion). Ein Akathistos wurde stehend gebetet und gesungen (nicht sitzend: a-káthistos). Er besteht aus je 12 Kontakien und Ikoi, die jeweils mit einem der 24 Buchstaben des griechischen Alphabets beginnen. Besonders bekannt ist der Hymnos Akathistos, das älteste Marienlob aus dem Jahr 626, das sich am Lukas-Evangelium orientiert. Am Ende jedes Ikos folgt eine Begrüßung der Gottesgebärerin und Jungfrau Maria.
Zu den bekanntesten Verfassern von Hymnen gehören der aus Syrien stammende Auftragsdichter am Hof Justinians I. Romanos Melodos sowie Andreas von Kreta, der um das Jahr 700 das Kontakion durch eine neue Gattung, die Kanones erweiterte und einen bekannten Großen Bußkanon verfasste. Weitere Kanones dichteten Johannes von Damaskus und Kosmas von Jerusalem, der von Johannes‘ Vater aus der arabischen Sklaverei freigekauft worden war. Johannes soll das System der acht Kirchentonarten erfunden haben. Kosmas „der Hymnograph“ dichtete im 8. Jahrhundert u. a. Hymnen auf die Geburt Christi, die Kreuzerhöhung, den Durchgang Israels durch das Rote Meer, die Wanderung der Gottesmutter und verschiedene Heilige. Die Äbtissin Kassia verfasste Mitte des 9. Jahrhunderts Hymnen und Andachtslieder, von denen etwa 50 erhalten sind, und zwei Kanones mit je 8 Strophen. Kassia gilt als die früheste Komponistin des Abendlandes. Außerdem sind von ihr zahlreiche Gedichte und Epogramme überliefert.
Seit Ende des 10. Jahrhunderts wurden die Melodien in einer Art Notenschrift fixiert. Später wurden von den Hymnographen nur noch neue Texte auf vorhandene Melodien geschrieben.

## Weltliche Poesie und Epik

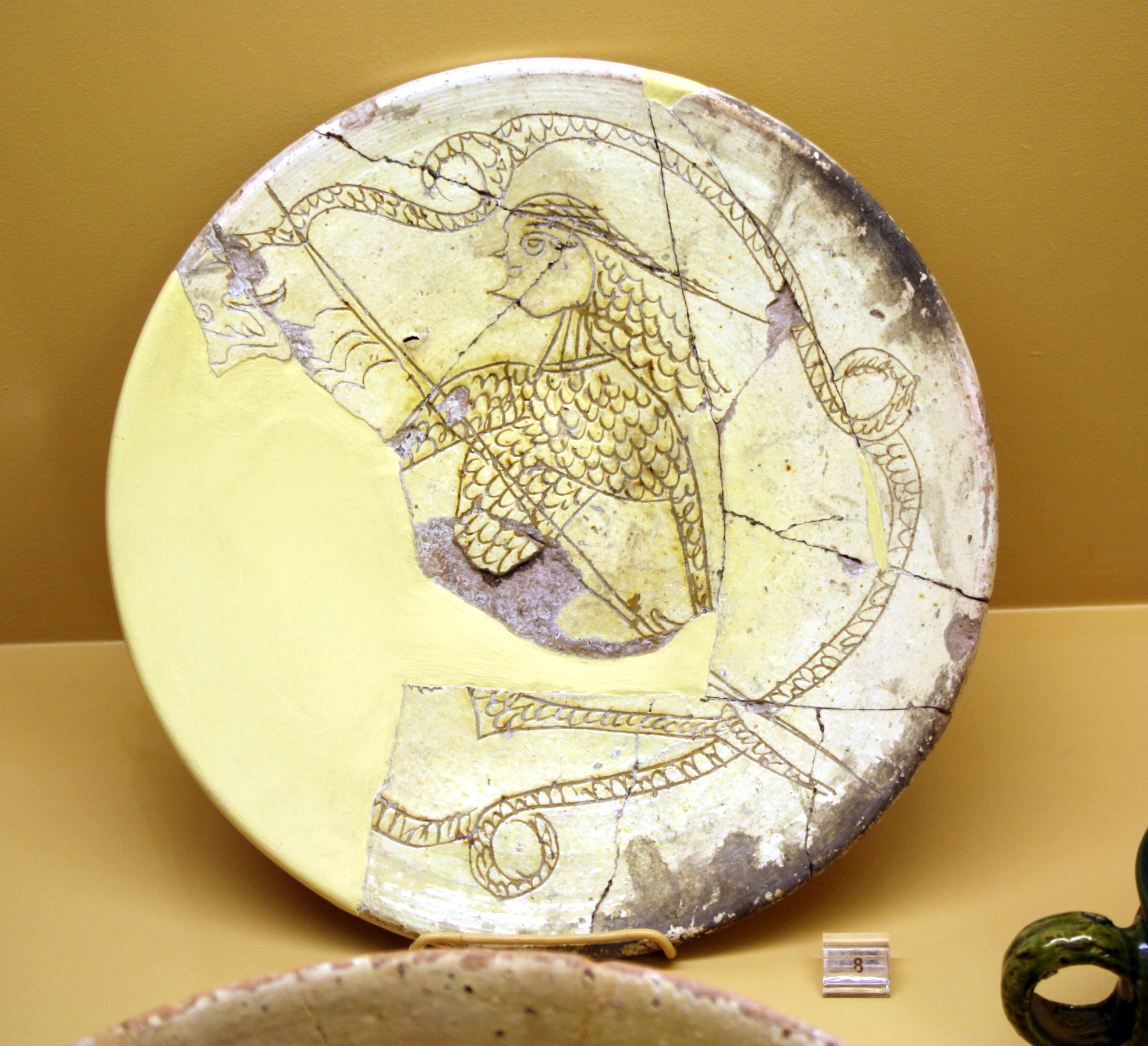
Digenes Akritas kämpft mit dem Drachen. Teller, 13. Jahrhundert.

Der theokratische Charakter des Byzantinischen Reichs behinderte die Entwicklung der weltlichen Dichtung. Ein Vertreter der panegyrischen Dichtung war Georgios Pisides (ca. 580–635), der noch in altgriechischer Sprache schrieb, aber bereits die mittelbyzantinische Metrik vorwegnahm. Seine zum Vortrag vorgesehenen Preislieder widmete er dem Kaiser Herakleios; ferner verfasste er ein Langgedicht über das Hexaemeron. Eine weitere Ausnahme stellte die epigrammatische Dichtung dar. Einzelne byzantinische Dichter waren in der Griechischen Anthologie, einer Gedicht- und Epigrammsammlung mit Werke von der Antike bis ins ca. 13. Jahrhundert, vertreten, so Paulus Silentiarius und Agathias Scholastikos.
Erst seit dem 11. Jahrhundert entstanden weltliche Gedichte und romanhafte Epen in gereimter Form. Das Epos Digenis Akritas, ein Fünfzehnsilbler, und der Volksliederzyklus der Akritischen Lieder wurden als einziges byzantinisches Heldenepos aus der Zeit der arabisch-byzantinischen Kriege im 11. Jahrhundert überliefert, wobei die jüngeren Versionen sich in der Volkssprache erhalten haben. Die Grenzen zwischen dem Epos und dem antiken Roman sind allerdings fließend. Theodoros Prodromos verfasste im 12. Jahrhundert, also in einer Zeit, in der die hochsprachliche („attische“) Literatur einen Höhepunkt erreichte, den ältesten erhaltenen Versroman in mittelgriechischer Sprache Rodanthe und Dosikles, bei dem Eifersucht und göttlicher Neid auf das Liebespaar eine große Rolle spielen. Auch schrieb er sowohl satirische hochsprachliche als auch derbe volkssprachliche Gedichte. Von seinem Schüler Niketas Eugenianos stammt der Versroman Tà katà Drossílan kaì Charikléan – ebenfalls in Zwölfsilblern und Hexametern – über das Schicksal des gleichnamigen Liebespaares, der auf eine Vorlage seines Lehrers zurückgeht. Zu den ältesten volkssprachlichen Texten gehört auch das „Kerkergedicht“ des Michael Glykas aus dem 12. Jahrhundert. Unter dem Einfluss der Kreuzzüge wurde im 14. Jahrhundert der Ritterroman populär, der ebenfalls in Versen verfasst wurde. Vermutlich aus dieser Zeit stammt das anonyme, thematisch sowohl von der provenzalischen Dichtung als auch von griechischen Mythen beeinflusste teils realistische, teils lyrische Werk Belthandros und Chrysantza.
Über weltliche Prosadichtung ist kaum etwas bekannt.

## Nach dem Fall Konstantinopels

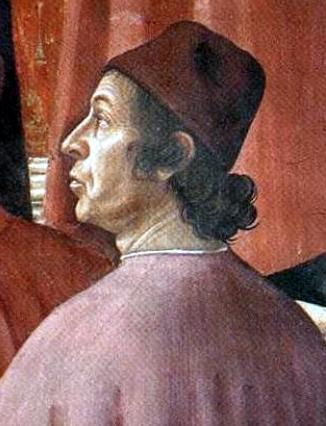
Humanistischer Philosoph, vermutlich Demetrios Chalkokondyles. Detail eines Freskos von Domenico Ghirlandaio in der Turnabuoni-Kapelle, Santa Maria Novella, Florenz (1486/90)

Nach dem Fall Konstantinopels 1453, der von Georgios Sphrantzes und Dukas geschildert wurde, bestand kaum noch Bedarf an gehobener weltlicher Literatur. So entstanden immer weniger Werke in attizistischem Griechisch, während die Volksliteratur in gesprochener Sprache verfasst wurde. Im Allgemeinen wird das 15./16. Jahrhundert somit als Übergangszeit zwischen byzantinischer und neugriechischer Literatur angesehen. An den Fürstenhöfen der Donaufürstentümer  (im heutigen Rumänien) wurde das byzantinische Erbe bis in die Epoche der europäischen Aufklärung jedoch weiter gepflegt.
In Westeuropa waren nach dem Fall Konstantinopels nach Italien und Frankreich emigrierte griechische humanistische Gelehrte wie Demetrios Chalkokondyles, Johannes Argyropulos und Janos Laskaris an der Bewahrung und Renaissance griechischer Literatur beteiligt. Georgios Trapezuntios und Bessarion wechselten schon vor dem Fall Konstantinopels in die lateinische Welt. Bessarion wurde zum Kardinal der römischen Kirche ernannt, die damals die Kircheinheit vorantreiben wollte, und setzte seine theologisch-philosophische Tätigkeit im italienischen Exil fort. Außerdem übersetzten die griechischen Humanisten zahlreiche philosophische Texte, aber auch Homer und die Suda in Lateinische und trugen so zu ihrer Bekanntheit in Westeuropa bei.